# Andrew Albicy
Andrew Albicy (ur. 21 marca 1990 w Sèvres) – francuski koszykarz występujący na pozycji rozgrywającego, wicemistrz Europy z 2011, aktualnie zawodnik Herbalife Gran Canaria.
11 czerwca 2019 dołączył do rosyjskiego Zenitu Petersburg.
24 lipca 2020 został zawodnikiem hiszpańskiego Herbalife Gran Canaria.

## Osiągnięcia
Stan na 9 sierpnia 2021, na podstawie, o ile nie zaznaczono inaczej.

### Drużynowe
- Zdobywca:
  - pucharu Francji (2013)
  - superpucharu Francji (2013)
- Finalista Pucharu Liderów (2012)
- Uczestnik rozgrywek:
  - EuroChallenge (2010/11, 2012/13)
  - Eurocup (2011/12, 2013/14)

### Indywidualne
- MVP meczu gwiazd ligi francuskiej (2015)
- Obrońca roku ligi francuskiej (2012)
- Wschodząca gwiazda ligi francuskiej (2010)
- Zaliczony do I składu Eurocup (2019)
- 4-krotny uczestnik meczu gwiazd francuskiej ligi LNB Pro A (2010/11, 2011/12, 2013/14, 2014/15)
- Lider:
  - Pro A w asystach (2014)
  - Pro A w przechwytach (2012, 2014–2016)

### Reprezentacja
Seniorów
- Wicemistrz:
  - olimpijski (2020)[7]
  - Europy (2011)
- Brązowy medalista mistrzostw świata (2019)
- Zwycięzca turnieju London Invitational (2011)
- Uczestnik mistrzostw świata (2010 – 13. miejsce, 2019)

Młodzieżowe
- Mistrz Europy U-20 (2010)
- MVP Eurobasketu U-20 (2010)
- Zaliczony do I składu Eurobasketu U-20 (2010)
- Uczestnik mistrzostw:
  - świata U-19 (2009 – 8. miejsce)
  - Europy:
    - U-18 (2008 – 4. miejsce)
    - U-16 (2006 – 5. miejsce)
- Lider Eurobasketu:
  - w przechwytach:
    - U-20 (2010)
    - U-18 (2008)

  - w asystach :
    - U–20 (2010)
    - U–18 (2008)